# Plewen (gmina)
Plewen (bułg. Община Плевен) – gmina w północnej Bułgarii, w obwodzie Plewen.

## Miejscowości
Miejscowości wchodzące w skład gminy Plewen:
- Begleż (bułg.: Беглеж),
- Bochot (bułg.: Бохот),
- Brestowec (bułg.: Брестовец),
- Bryszlanica (bułg.: Бръшляница),
- Bukowłyk (bułg.: Буковлък),
- Disewica (bułg.: Дисевица),
- Gortałowo (bułg.: Горталово),
- Griwica (bułg.: Гривица),
- Jasen (bułg.: Ясен),
- Koiłowci (bułg.: Коиловци),
- Kyrtożabene (bułg.: Къртожабене),
- Kyszin (bułg.: Къшин),
- Łaskar (bułg.: Ласкар),
- Meczka (bułg.: Мечка),
- Nikołaewo (bułg.: Николаево),
- Opanec (bułg.: Опанец),
- Peliszat (bułg.: Пелишат),
- Plewen (bułg.: Плевен) - stolica gminy,
- Radiszewo (bułg.: Радишево),
- Ralewo (bułg.: Ралево),
- Sławjanowo (bułg.: Славяново),
- Todorowo (bułg.: Тодорово),
- Tuczenica (bułg.: Тученица),
- Tyrnene (bułg.: Търнене),
- Wyrbica (bułg.: Върбица).